# Lages
Lages es un municipio brasileño situado en el estado de Santa Catarina. Según el censo de 2022, tiene una población de 164 981 habitantes.
Está ubicado a una altitud de 884 metros sobre el nivel del mar.
El municipio es un centro regional de varios servicios, como salud y educación. Se destaca en la educación superior, por lo que recibe estudiantes de varias regiones de Brasil.
Fundada en el año 1766 por el bandeirante paulista Correia Pinto, la localidad sirvió en sus primeros años como posada para los tropeiros en su ruta comercial entre Porto Alegre y São Paulo. Correia Pinto la bautizó con este nombre por la abundancia en la región de piedra laja (en portugués, laje).
Como actividades económicas se destacan la agricultura y la producción de papel y celulosa.
Lages es la cuna del turismo rural en Brasil, debido a su posición geográfica estratégica. Recibe a turistas de todo el país y del MERCOSUR.

## Geografía
El municipio está localizado en la llamada Meseta o Sierra Catarinense. El principal curso de agua urbano es el río Carahá. Es el mayor municipio de la región por extensión territorial y su área es predominantemente rural.

### Vegetación
Lages está inserto en el bioma Mata Atlântica, más específicamente en la formación de Floresta Ombrófila Mista, popularmente conocida como Mata com Aracaurias. La vegetación original de la región está constituida por mosaicos de campos nativos entremezclados con bosques.

### Clima
El clima es subtropical. La temperatura promedio es de 14.3°. Durante el invierno el clima es muy frío. Las temperaturas pueden alcanzar los -4 °C y la sensación térmica puede llegar a -10 °C. Se producen fuertes heladas y nevadas. En verano, el clima varía de agradable a caluroso, y las temperaturas pueden alcanzar los 38 °C.

## Fiesta Nacional del Piñon
La Fiesta Nacional del Pinhão es uno de los mayores eventos culturales y gastronómicos del sur de Brasil. Atrae en cada edición a alrededor de 300 mil visitantes. Durante la celebración se realizan exposiciones de arte, espectáculos de danza, concursos, bailes, shows y ferias. Se destaca también la oferta de gastronomía típica.